# Antoine Ntalou
Antoine Ntalou (Bandounga, Camarões, 28 de abril de 1940) é um clérigo camaronês e arcebispo católico romano emérito de Garoua.
Antoine Ntalou recebeu o Sacramento da Ordem em 8 de fevereiro de 1970.
Em 19 de novembro de 1982, o Papa João Paulo II o nomeou Bispo de Yagoua. O Pró-Núncio Apostólico em Camarões, Dom Donato Squicciarini, o consagrou em 13 de março de 1983; Os co-consagradores foram o arcebispo coadjutor de Garoua, Christian Wiyghan Tumi, e o bispo de Bafoussam, André Wouking. Em 23 de janeiro de 1992, João Paulo II o nomeou Arcebispo de Garoua.
O Papa Francisco aceitou sua aposentadoria em 22 de outubro de 2016.